# Karl Adam (Jurist)
Karl Adam (* 17. Februar 1899 in Plauen; † 26. Juli 1943) war ein deutscher Jurist und Kreishauptmann im deutsch besetzten Polen während des Zweiten Weltkrieges.

## Leben
Adam nahm von 1917 bis 1919 am Ersten Weltkrieg teil, studierte Rechtswissenschaften und wurde promoviert. Er war bereits 1923 Mitglied in der NSDAP und trat der neu gegründeten Partei zum 30. Juni 1925 sogleich wieder bei (Mitgliedsnummer 9.115). Bei den Völkischen Nachrichten war er als Drucker beschäftigt und betätigte sich später auch als Parteirichter. Als Jurist hatte er eine Stelle als Verwaltungsamtmann beim ev.-luth. Kirchengemeindeverband Dresden.
Im Generalgouvernement war Adam ab dem 15. Dezember 1940 stellvertretender Amtsleiter der Distriktsverwaltung Lublin unter dem Distriktsgouverneur Ernst Zörner, ab 1. April 1942 Leiter des dortigen Personalamtes. Anfang Dezember 1942 wurde Adam Kreishauptmann in Biłgoraj. Gemeinsam mit seinem polnischen Fahrer und dem Kreislandwirt seines Kreises, wurde Adam Ende Juli 1943 bei einem Attentat der polnischen Heimatarmee erschossen.